# Инзаркин, Дмитрий Викторович
Дмитрий Викторович Инзаркин (род. 19 ноября 1987) — российский пауэрлифтер, Заслуженный мастер Спорта России,  4х кратный чемпион мира по пауэрлифтингу 2014, 2017, 2019, 2021 года. Серебряный призёр Всемирных игр 2017 года.

## Карьера
Начал заниматься пауэрлифтингом в Ленинске-Кузнецком. В 2004 году на чемпионате Ленинска-Кузнецкого занял первое место. В 2005 перешёл к своему нынешнему тренеру - старшему преподавателю кафедры физвоспитания СибГИУ, тренеру школы высшего спортивного мастерства А.В. Гуменному, будучи кандидатом в мастера спорта. Но уже через год выполнил норматив мастера спорта. А ещё через год – мастера спорта международного класса.
В своей юниорской карьере Дмитрий завоёвывал серебро (2008) и золото (2009) российского первенства. Становился чемпионом Европы (2009) и мира (2009). Также становился чемпионом России (2010) и мира (2010) по жиму лёжа.
В категории Open в 2011 году стал бронзовым призёром чемпионата России в силовом троеборье и в жиме лёжа.
В 2012 году стал серебряным призёром чемпионата России по жиму лёжа, а, участвуя в чемпионате Европы по жиму, стал третьим.
В 2013 году стал чемпионом Европы в категории до 93 кг.
На чемпионате мира 2014 года победил с мировым рекордом — 1000 кг.
На чемпионате мира 2015 года в сумме троеборья набрал 1017,5 кг, но украинец Сергей Белый показал результат 1022 кг.

## Образование
Окончил Сибирский государственный индустриальный университет. Учится в аспирантуре СибГИУ.